# Made an America
Made an America es el primer EP de la banda estadounidense Fever 333. Fue lanzado el 23 de marzo de 2018, junto con el anuncio de que el grupo firmó con Roadrunner Records.

## Lista de canciones
| N.º | Título                                     | Duración |  |
| 1.  | «Made an America»                          | 2:53     |  |
| 2.  | «We're Coming In»                          | 2:16     |  |
| 3.  | «(The First Stone) Changes» (con Yelawolf) | 3:09     |  |
| 4.  | «Hunting Season»                           | 2:38     |  |
| 5.  | «Soul'd Me Out»                            | 2:45     |  |
| 6.  | «Walking in My Shoes»                      | 2:51     |  |
| 7.  | «POV»                                      | 1:54     |  |

## Personal
- Jason Aalon Butler - voces
- Stephen Harrison - guitarra
- Aric Improta - batería, percusión
- Yelawolf - Voz adicional en pista 3